# 久尔贝勒区
久尔贝勒区是塞内加尔的一个行政区，首府久尔贝勒。
久尔贝勒区下设、久尔贝勒（Diourbel）和三省。